# Peugeot Typ 91

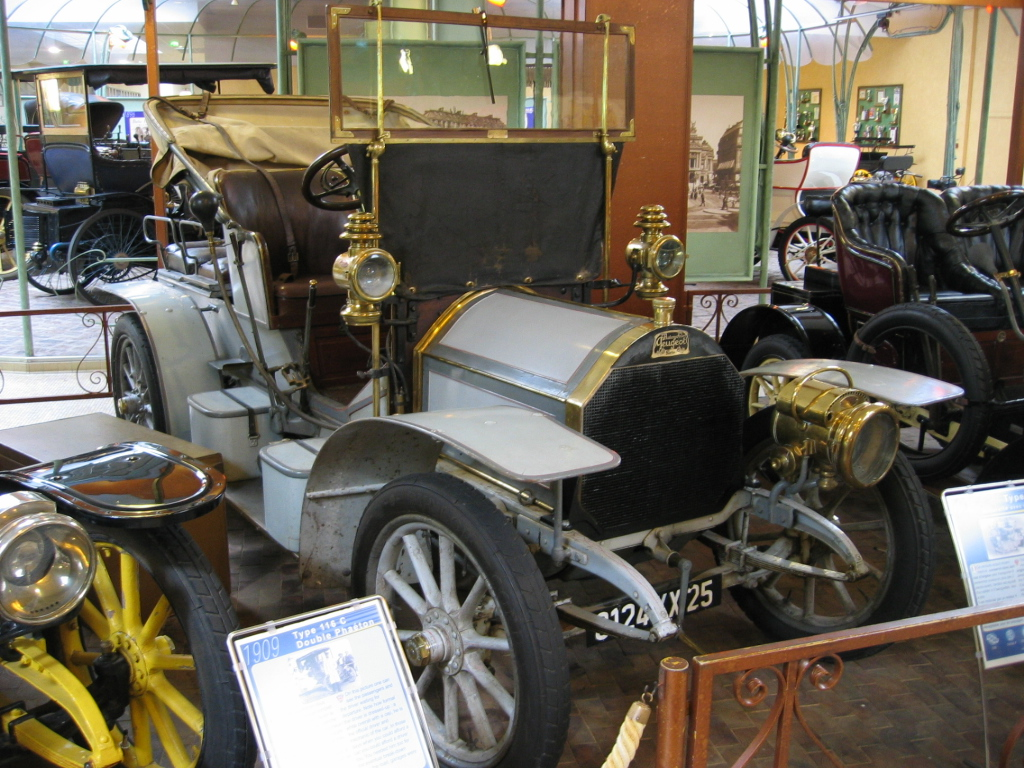
Peugeot Typ 91 im Peugeot-Museum Sochaux

Der Peugeot Typ 91 ist ein frühes Automodell des französischen Automobilherstellers Peugeot, von dem von 1907 bis 1908 im Werk Audincourt 339 Exemplare produziert wurden.
Die Fahrzeuge besaßen einen Vierzylinder-Viertaktmotor, der vorne angeordnet war und über Kette die Hinterräder antrieb. Der Motor leistete aus 2207 cm³ Hubraum 12 PS.
Es gab die Modelle 91 A und 91 C. Bei einem Radstand von 274 cm betrug die Spurbreite 135 cm. Die Karosserieform Doppelphaeton bot Platz für vier Personen.